# 東大阪市立意岐部東小学校
東大阪市立意岐部東小学校（ひがしおおさかしりつ おきべひがししょうがっこう）は、大阪府東大阪市荒本西一丁目にある公立小学校。
1976年4月に意岐部小学校から分離新設して、意岐部東小学校として開校。

## 沿革
- 1976年4月 - 開校

## 学校の周辺
- 大阪府立布施北高等学校
- 荒本西公園
- 近畿自動車道
- 大阪府道2号大阪中央環状線

## 進学先中学校
- 東大阪市立意岐部中学校

## 交通アクセス
- 近鉄けいはんな線 荒本駅下車
- 近鉄奈良線 若江岩田駅または八戸ノ里下車